# Condado de Anna
El condado de Anna es un título nobiliario español creado por el rey Felipe III en 3 de mayo de 1604, a favor de Fernando Pujades de Borja y Próxita Llanzol de Romaní sobre la base de los territorios de las baronías y lugares de los actuales municipios de la provincia de Valencia y de Alicante de Anna, Enguera, Agres, Finestrat, Pedreguer, Piles y Relleu.

## Historia de los condes de Anna
- Fernando Pujades de Borja y Próxita Llanzol de Romaní, I conde de Anna.[2][3] VI señor de Anna. Era hijo de Juan Bautista Pujades de Borja y Llanzol de Romaní, V señor de la baronía de Anna, y de Isabel de Próxita y Borja.[4]

Casó con Francisca de Alpont y Ferrer. Sucedió su nieta, hija de Juan Pujades de Borja y Alpont y de Ana María Metheu y Boil, hija de Enrique Andrés Alpont y Centelles, II señor de la baronía de Relleu, y de Leonor Ferrer y Lloris.
- Isabel Francisca Pujades de Borja y Matheu (Valencia, 3 de marzo de 1620-25 de agosto de 1666), II condesa de Anna.[3]

Casó, el 17 de diciembre de 1634, con Juan Andrés Coloma (1621-1694), IV conde de Elda y capitán general de la costa de Granada. De este matrimonio nacieron: Antonio y Francisco, III y IV condes de Anna; Joseph, III marqués de Noguera; María Manuela, que casó con Juan Arias-Dávila Pacheco, VI conde de Puñonrostro, en cuyos descendientes pasaron los estados de Elda y Anna cuando la rama principal de la familia se extinguió en 1729; y Guiomar, casada con José de Castellví y Alagón, I marqués de Villatorcas. Sucedió el primogénito:
- Antonio Fernando Pujades de Borja (m. Valencia, 29 de junio de 1692), III conde de Anna.[3]

Casó con Mariana Bárbara Ladrón de Pallás y Silva, IV condesa de Sinarcas, XIII vizcondesa de Chelva, XIII vizcondesa de Villanova y I marquesa de Sot, viuda de Juan Guillén de Palafox. Sin descendencia, sucedió su hermano:
- Francisco Coloma Pujades y Borja (1656-Valencia, 8 de marzo de 1712), IV conde de Anna,[3] V conde de Elda, grande de España,[5] capitán general de la costa de Granada y caballero de la Orden de San Juan de Jerusalén.[7] Las autoridades borbónicas, confiscaron todos sus bienes y señoríos en 13 de septiembre de 1706 por su apoyo al  archiduque Carlos de Austria durante la guerra de sucesión española. El condado de Elda se vio despojado de la grandeza de España y no fue hasta 1918 que fue rehabilitada por el rey Alfonso XIII a favor de María del Pilar Osorio y Gutiérrez de los Ríos.[8]

Casó, en 1695, con María Ana Josefa de la Cerda-Leyva y Rocaberti (m. 12 de enero de 1731), V condesa de Baños, grande de España, y IX marquesa de Adrada. Sucedió su hijo:
- Francisco Coloma y Leyva (1698-19 de julio de 1729),  V conde de Anna,[9] VI conde de Elda[5] y VI conde de Baños, grande de España.

Sin descendencia, le sucedió su primo hermano, hijo de Juan Arias-Dávila Pacheco, V conde de Puñonrostro, y María Manuela Coloma Pujadas, hija de la II condesa de Anna:
- Gonzalo Joseph Arias-Dávila Coloma (m. 17 de agosto de 1738), VI conde de Anna,[12]  VII conde de Puñonrostro, grande de España[11] VII conde de Elda,[5] V marqués de Noguera y I marqués de Casasola.[12] Fue gobernador de Orán, mariscal de campo en Flandes, capitán general de la costa de Granada y miembro del Consejo de Guerra.[11]

Casó en primeras nupcias, el 15 de mayo de 1692, con María Josefa Ernestina de Croy. Contrajo un segundo matrimonio, el 3 de febrero de 1701, con Isabel Ramírez de Arellano. Sucedió su hijo del primer matrimonio:
- Diego Lucas Arias-Dávila Croy (m. 7 de enero de 1751), VII conde de Anna,[13] VIII conde de Puñonrostro[11] grande de España, VIII conde de Elda[5], VI marqués de Noguera y II conde de Casasola.[13]

Casó, el 20 de junio de 1715, con Isabel Centurión Arias Dávila, hija del marqués de Estepa. En 3 de junio de 1760, sucedió su único hijo:
- Francisco Javier Arias-Dávila Centurión (m. 17 de septiembre de 1783), VIII conde de Anna,[14] IX conde de Puñonrostro, grande de España,[11]  IX conde de Elda,[5], VII marqués de Noguera y III marqués de Casasola, gentilhombre de cámara, académico de la Real Academia Española y de la Real Academia de Bellas Artes de San Fernando.[14]

Casó, el 8 de febrero de 1741, con Lucrecia Pío de Saboya. Su único hijo, José Joaquín, falleció en 1758. Le sucedió su primo segundo, hijo de Manuel Centurión y Arias-Dávila Messía Pacheco. VII marqués de Laula, VI marqués de Estepa, grande de España, VI marqués de Monte de Vay y VI marqués de Vivola, y de su esposa, María Leonor de Velasco y Fernández de Córdoba y bisnieto de María Manuela Coloma (1638-1717), hija de la II condesa de Anna y de Juan Andrés Coloma, IV conde de Elda:
- Juan Bautista Centurión y Velasco (12 de noviembre de 1718-10 de diciembre de 1785), IX conde de Anna,[18][19] X conde de Puñonrostro,[11] IX conde de Barajas,[20] VII marqués de Estepa,[15] XIII conde de Fuensalida[21] cuatro veces grande de España, X conde de Elda[5] VIII marqués de Laula, VII marqués de Monte de Vay y VII marqués de Vivola.

Casó en primeras nupcias con María Luisa Centurión Arias Dávila y en segundas, en 1773, con Mariana de Urries Pignatelli, hija del I marqués de Ayerbe. Sin descendencia, sucedió su hermana:
- María Luisa Centurión y Velasco (m. 22 de enero de 1799), X condesa de Anna,[22] XI condesa de Puñonrostro,[11] X condesa de Barajas,[20] VIII marquesa de Estepa,[15] XIV condesa de Fuensalida,[21] cuatro veces grande de España, XI condesa de Elda,[5] IX marquesa de Laula, VIII marquesa de Monte de Vay, VIII marquesas de Vivola, IX condesa de Casa Palma, VIII marquesa de Bedmar (por sucesión a su marido), V marquesa de Casasola, IX marquesa de Noguera.[22]

Contrajo matrimonio, el 21 de febrero de 1750, con Felipe López Pacheco y Acuña (m. 1798), XII duque de Escalona XII marqués de Villena y otros títulos. Sin descendientes, sucedió:
- Laura María Castellví y Mercader (m. 1 de febrero de 1799), XI condesa de Anna,[23] V condesa de Cervellón, grande de España, III marquesa de Villatorcas y XII condesa de Elda.[24]

Casó con Antonio Osorio de Guzmán (n. 14 de junio de 1712). Sucedió su hijo:
- Felipe Carlos Osorio y Castellví (La Granja de San Ildefonso, 19 de octubre de 1758-Madrid, 23 de octubre de 1815),[25] XII conde de Anna, VII marqués de Nules, VI conde de Cervellón,[26] XIII conde de Elda, VIII marqués de Quirra en Cerdeña, IV marqués de Villatorcas,[25] caballero de la Orden de Alcántara desde el 29 de abril de 1770, gran cruz de la Orden de Carlos III por decreto de 4 de abril de 1794,[27] capitán general de Valencia y Murcia.

Casó, el 21 de noviembre de 1789, con María Magdalena de la Cueva y de la Cerda, hija de Miguel José de la Cueva, XIII duque de Alburquerque, y de Cayetana de la Cerda Cernesio. Le sucedió su hijo:
- Felipe María Osorio y de la Cueva Velasco (1795-5 de febrero de 1859), XIII conde de Anna, VII conde de Cervellón,[26] VI marqués de la Mina,[28] dos veces grande de España, VIII marqués de Nules, V marqués de Villatorcas,[29] XIV conde de Elda, X conde de Pezuelas de las Torres, mariscal de campo y comendador de la Orden de Alcántara.[29]

. Casó, en 25 de septiembre de 1821, con María Francisca de Asís Gutiérrez de los Ríos y Solís Wignancourt, II duquesa de Fernán Núñez, VII marquesa de Castel Moncayo, dos veces grande de España, XII condesa de Barajas, XI marquesa de Alameda, V condesa de Villanueva de las Achas, XI condesa de Molina de Herrera, XII marquesa de Miranda de Anta, VII condesa de Saldueña y XX señora de Higuera de Vargas y Espadero. Le sucedió, en 1859, su hija:
- María del Pilar Loreto Osorio y Gutiérrez de los Ríos (Madrid, 10 de diciembre de 1829-Namur, Bélgica, 30 de agosto de 1921),[32] XIV condesa de Anna, VI marquesa de Villatorcas,[29] III duquesa de Fernán Núñez,[30][33] VIII condesa de Cervellón,[26] VI marquesa de la Mina,[28] VIII marquesa de Castel-Moncayo,[31] XX condesa de Siruela,[34] XIII condesa de Barajas,[20] V duquesa del Arco,[35] XV condesa de Elda,[5] ocho veces grande de España, VII duquesa de Montellano, XII marquesa de Alameda, IX marquesa de Nules,[29] marquesa de Castelnovo, VIII marquesa de Pons, marquesa de Plandogan, marquesa de Miranda de Anta, VI condesa de Frigiliana, condesa de Molina de Herrera, condesa de Montehermoso y IX condesa de Puertollano.[32] Fue dama de las reinas Isabel II, María de las Mercedes y María Cristina.[32]

Casó, el 14 de octubre de 1852, con Manuel Luis Pascual Falcó D'Adda y Valcárcel (n. Milán, 26 de febrero de 1838), XII marqués de Almonacir, barón de Benifayó, V marqués del Arco y de Montellano. Le sucedió, en 1922, su hijo:
- Manuel Falcó y Osorio (Dave, Namur, 1856-Madrid, 8 de mayo de 1927), XV conde de Anna,[36] IV duque de Fernán Núñez,[37] VII marqués de la Mina[28] XIV conde de Barajas,[20] IX conde de Cervellón,[26] cuatro veces grande de España, XIII marqués de Alameda,[36] VII marqués de Villatorcas,[36] XIII marqués de Almonacir,[36] IX marqués de Castelnovo,[36] XIV marqués de Miranda de Anta, X marqués de Nules,[36]X conde de Saldueña, XIII conde de Molina de Herrera, IX conde de Montehermoso, XXII señor de la Higuera de Vargas y Espadero,[36]  Fue ministro, senador, caballero de la Orden del Toisón de Oro, mayordomo mayor y embajador en Viena y en Berlín.[15]

Casó el 25 de junio de 1896 con Silvia Álvarez de Toledo y Gutiérrez de la Concha, IV duquesa de Bivona (título español) y III condesa de Xiquena, hija de José María Álvarez de Toledo y Acuña, II duque de Bivona, y de su esposa Jacinta Gutiérrez de la Concha y Fernández de Luco. Sucedió su hijo en 1928:
- Manuel Falcó y Álvarez de Toledo (Madrid, 5 de abril de 1897-Madrid, 8 de diciembre de 1936), XVI conde de Anna,[39] V duque de Fernán Núñez,[15] X conde de Cervellón,[15] V duque de Bivona,[40] VIII marqués de la Mina,[28] IV conde de Xiquena.[41] XIV marqués de Alameda, XI conde de Saldueña, XV marqués de Miranda de Anta, X marqués de Castelnovo, XIV conde de Molina de Herrera, X conde de Montehermoso, XIII señor de la Higuera de Vargas y Espadero, VI duque del Arco y XIV marqués de Almonacir.[39]

Se casó con Mercedes Anchorena y Uriburu (m. 4 de abril de 1988). Le sucedió su hijo:
- Manuel Falcó y de Anchorena, XVII conde de Anna, VI duque de Fernán Núñez,[15] XI conde de Cervellón,[26] VI duque de Bivona,[40] IX marqués de la Mina,[28] XVI conde de Barajas,[20] XV marqués de Alameda, XII marqués de Almonacid de los Oteros, XV marqués de Almonacir, marqués de Castelnovo, marqués de Miranda de Anta, conde de Molina de Herrera, conde de Montehermoso, conde de Pezuela de las Torres, conde de Puertollano, conde de Saldueña, señor de la Higuera de Vargas,[42] duque del Arco[43] y V conde de Xiquena.[41]

Casado el 29 de mayo de 1986 con María Cristina Ligués Creus. Padres de Manuel Fernando (n. Madrid, 23 de junio de 1987) y de Cristina Falcó y Ligués (n. Madrid, 12 de julio de 1988).